# プリセッション
プリセッションとは、バックミンスター・フラーが提唱した独自の概念である。
運動中の物体が他の運動中の物体に及ぼす効果であり、ある対象に外部からある方向に力を加えている場合にその対象が加えられた力に対して、直角に運動する状態をいう。この場合、外部から加えられる「主的作用」とは直角に「副次的作用」が生まれ、フラーによれば実はこの「副次的作用」こそが、自然の意図であり、人類の今までの歴史的な発展を支えてきたと主張している。
例として、以下のようなものがある。
- 太陽と地球の運動の関係
- 花とミツバチ、蜜と受粉との関係
- 人類の武器の開発・製造とその民生への技術の転用・発展の関係
- 人類の近代における貨幣経済と、その膨張的発展の過程におけるエコロジーの発見